# 埃爾克維爾 (伊利諾伊州)
埃爾克維爾（英語：Elkville）是位於美國伊利諾伊州傑克遜縣的一個村落。

## 地理
埃爾克維爾的座標為37°54′39″N 89°14′07″W / 37.91083°N 89.23528°W，而該地最高點為海拔高度122米（即400英尺）。

## 人口
根據2010年美國人口普查的數據，埃爾克維爾的面積為1.99平方千米，當中陸地面積為1.98平方千米，而水域面積為0.01平方千米。當地共有人口928人，而人口密度為每平方千米466人。